# Azərbaycan Kuboku 2019-2020
La Azərbaycan Kuboku 2019-2020 è stata la 28ª edizione della coppa nazionale azera, iniziata il 3 dicembre 2019 e conclusa anticipatamente il 18 giugno 2020 a causa del protrarsi dell'emergenza dovuta alla pandemia di COVID-19. Il Qəbələ era la squadra campione in carica.

## Turno preliminare
| Squadra 1       | Risultato | Squadra 2 |
| --------------- | --------- | --------- |
| 3 dicembre 2019 |           |           |
| Keşlə           | 3 - 1     | Kəpəz     |
| 4 dicembre 2019 |           |           |
| Zirə            | 4 - 0     | Qaradağ   |
| Sabah           | 5 - 0     | Ağsu      |
| Sumqayıt        | 2 - 0     | Zaqatala  |

## Quarti di finale
| Squadra 1                           | Totale | Squadra 2 | Andata | Ritorno     |
| ----------------------------------- | ------ | --------- | ------ | ----------- |
| 15 dicembre 2019 / 19 dicembre 2019 |        |           |        |             |
| Qəbələ                              | 6 - 2  | Sabah     | 3 - 0  | 3 - 2       |
| Səbail                              | 0 - 1  | Zirə      | 0 - 0  | 0 - 1 (dts) |
| 16 dicembre 2019 / 20 dicembre 2019 |        |           |        |             |
| Neftçi Baku                         | 0 - 1  | Sumqayıt  | 0 - 1  | 0 - 0       |
| Qarabağ                             | 4 - 1  | Keşlə     | 1 - 0  | 3 - 1       |

## Semifinali
| Squadra 1 | Totale | Squadra 2 | Andata | Ritorno |
| --------- | ------ | --------- | ------ | ------- |
| Qəbələ    | n.d.   | Zirə      | n.d.   | n.d.    |
| Sumqayıt  | n.d.   | Qarabağ   | n.d.   | n.d.    |